# Julien Bontemps
Julien Bontemps (ur. 1 czerwca 1979 w Épinal) – francuski żeglarz, specjalizujący się w windsurfingowej klasie RS:X, wicemistrz olimpijski, mistrz świata.
Srebrny medalista igrzysk olimpijskich w 2008 roku oraz zdobywca dziewiątego miejsca w 2004 roku w klasie RS:X.
Mistrz świata w klasie Mistral w 2004 roku.